# IAF-Kunstflugteam
Das IAF-Kunstflugteam (englisch IAF Aerobatic Team) ist die Kunstflugstaffel der Israelischen Luftwaffe. Bis zum Sommer 2010 flog das Team die IAI Tzukit, eine Variante der von Israel Aerospace Industries in Lizenz gebauten französischen Fouga Magister. Seitdem betreibt das Team vier T-6 Texan II Efroni Flugzeuge (Nr. 478, Nr. 484, Nr. 493 und Nr. 494).
Das Team fliegt in der Regel Demonstrationen bei der Abschlussfeier der IAF-Flugakademie und an Israels Unabhängigkeitstag. Beheimatet ist das Team auf dem Militärflugplatz Chazerim. Seine Piloten sind aktive Ausbilder der dortigen Flugschule.
Ido Nehuschtan, ein ehemaliger Kommandeur der israelischen Luftwaffe, war Mitglied des Teams.

## Zukit-Einsatzzeit
Die Zukit, ein Strahltrainer, wurde für die Auswahl und Ausbildung der Kadetten in der IAF-Flugakademie verwendet. Er war eine modifizierte Version der französischen Fouga Magister, die der IAF in der Trainingsrolle seit 1960 gedient hatte. Die Fouga Magister flog auch begrenzte Einsätze im Kampf gegen die ägyptischen und jordanischen Streitkräfte während des Sechstagekrieges 1967. Einige Flugzeuge wurden durch feindliches Feuer abgeschossen.

## Galerie

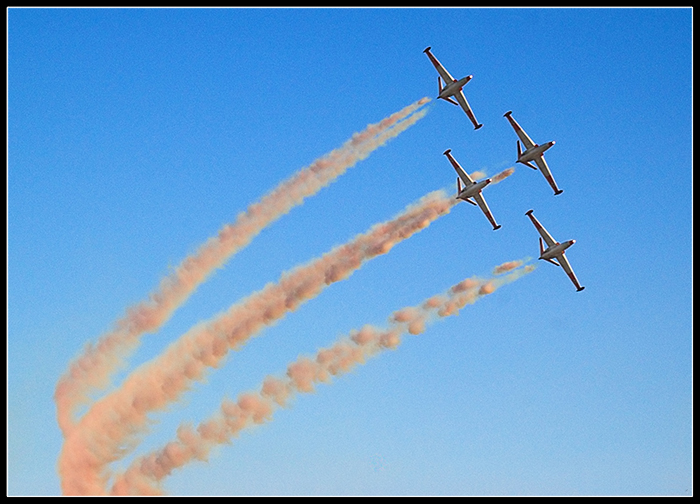
IAI Tzukit
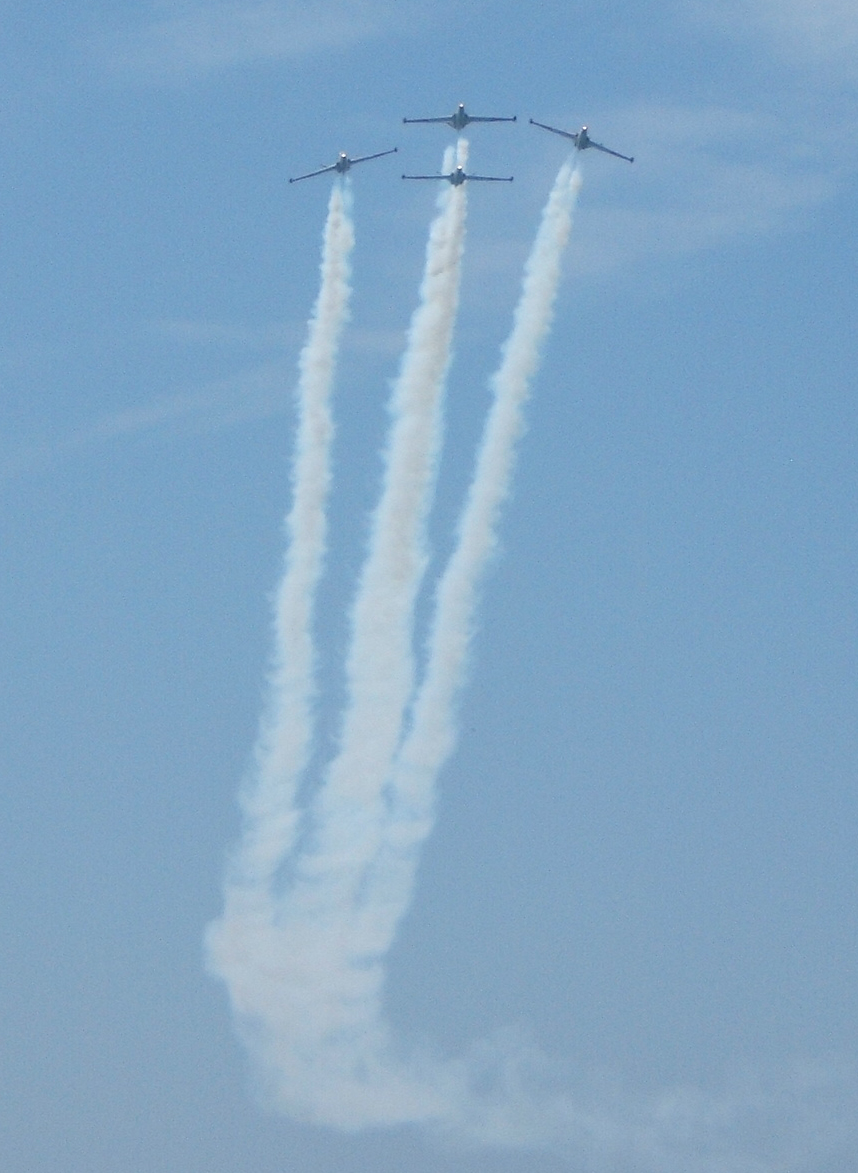
IAI Tzukit
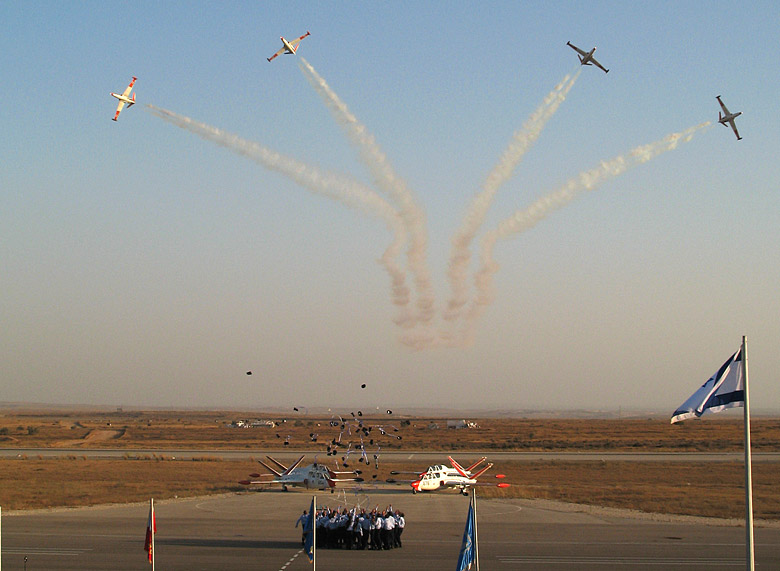
IAI Tzukit
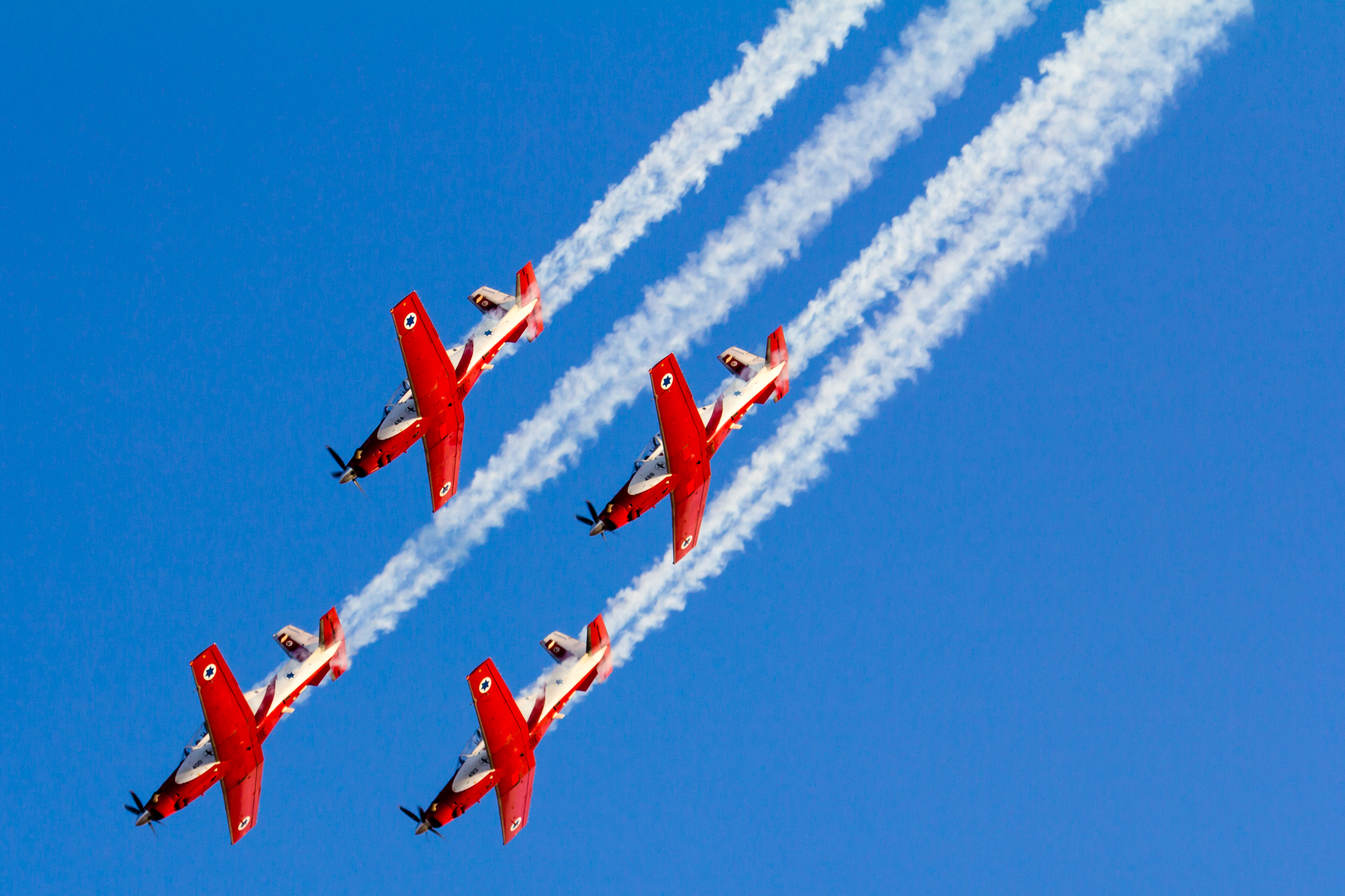
Beechcraft T-6
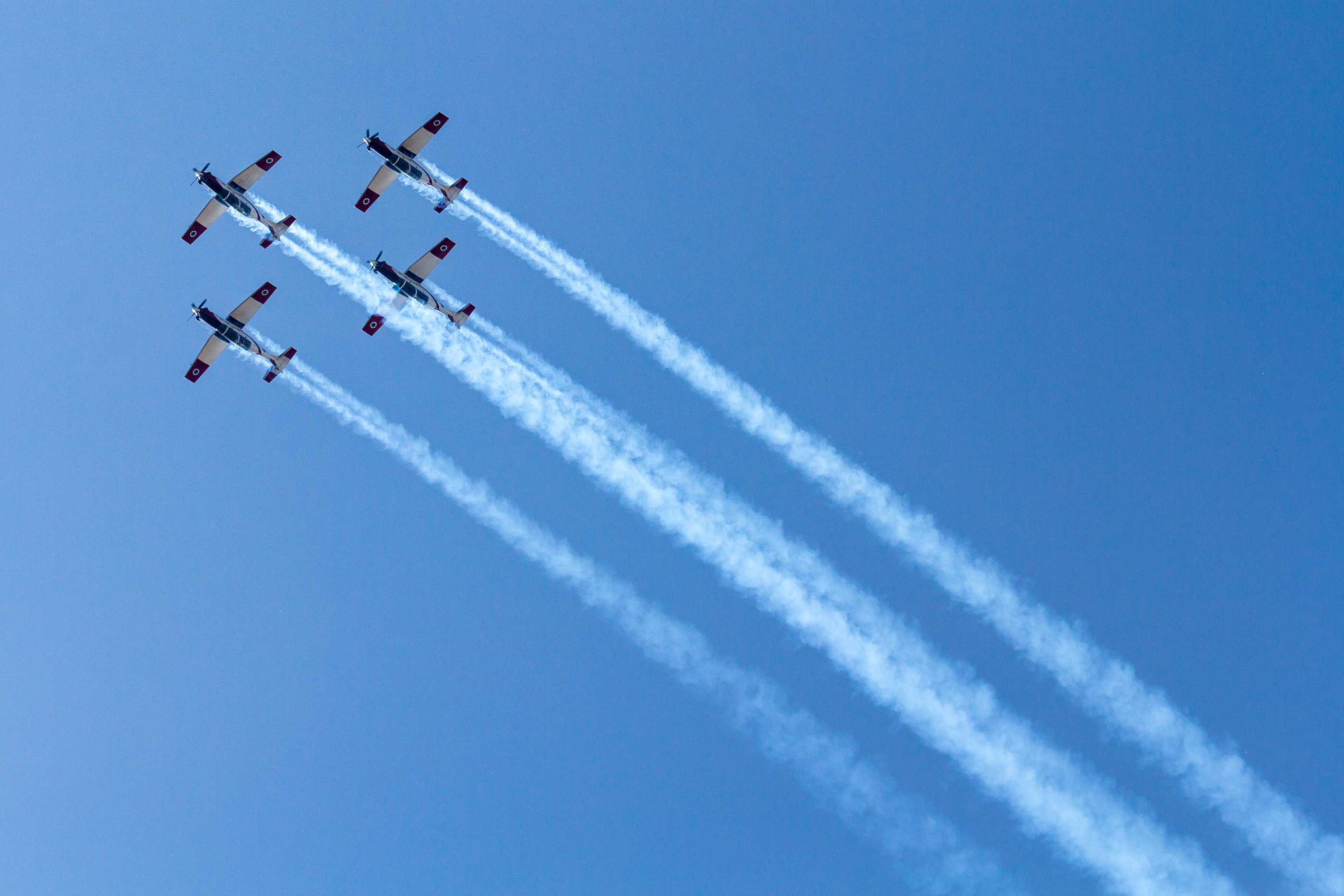
Beechcraft T-6
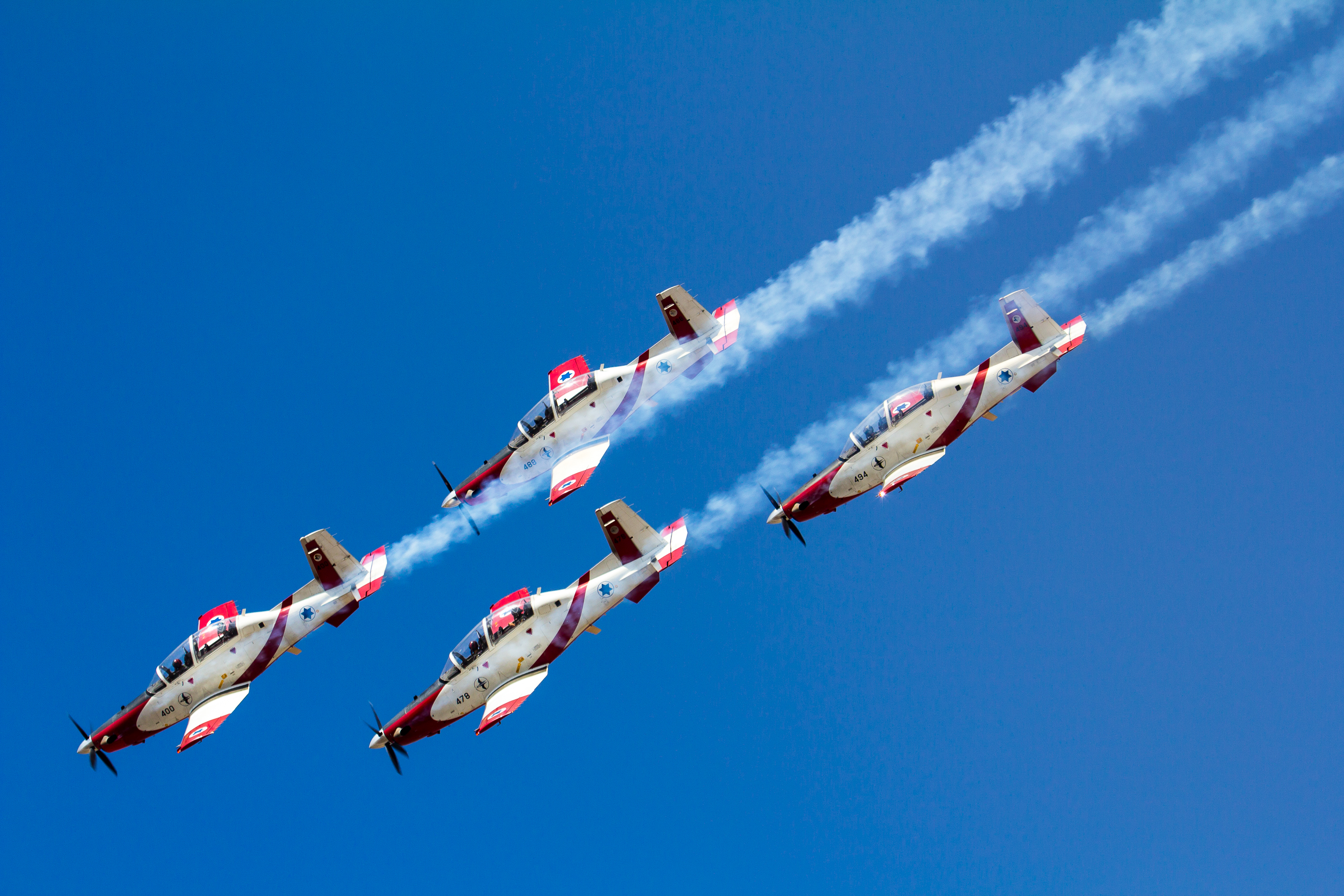
Beechcraft T-6